# Лиоптериды
Лиоптериды (лат. Liopteridae)  — семейство перепончатокрылых насекомых из надсемейства орехотворок. В современной фауне около 140 видов. Встречаются повсеместно, но преимущественно в Афротропике.
В Палеарктике — 15 видов. Фауна России включает 1 род и 1 вид наездников этого семейства в Восточной Сибири на Дальнем Востоке.

## Описание
Характеризуется следующими апоморфиями: латеральная поверхность переднеспинки и спинная часть мезоскутеллюма с микроямками, развиты межтазиковый выступ и латеродорзальный выступ мезоскутеллюма, ацетабулярный киль W-образный, голени задних ног короче задних бёдер, затылочный киль развит.
Биология не изучена. Предположительно паразитирует на живущих в древесине личинках насекомых, таких как жуки-златки или на личинках рогохвостов Siricidae. Брюшко стебельчатое, прикреплено выше основания задних тазиков.

## Систематика
13 родов и около 140 видов. Liopteridae сестринская группа к кладе остальных семейств орехотворок таких как Figitidae + Cynipidae и внешним по отношению к ним всем семейству Ibaliidae. Известно 2 вымерших подсемейства из Мелового периода.
По данным Фредрика Ронквиста (Fredrik Ronquist, 2002) кладограмма надсемейства выглядит следующим образом: (Austrocynipidae (Ibaliidae (Liopteridae (Figitidae sensu lato, Cynipidae)))). Причем, семейства Liopteridae+Ibaliidae+Austrocynipidae составляют группу макроцинипоидов (macrocynipoids), а два последних группу микроцинипоидов (microcynipoids).
- Liopteridae Ashmead, 1895
  - †Proliopterinae Liu & Engel, 2007[6]
  - Mayrellinae Hedicke, 1922[10]
    - Kiefferiella
    - Paramblynotus

  - Dallatorrellinae Kieffer, 1911
  - †Goeraniinae Liu & Engel, 2007[6]
  - Liopterinae Ashmead, 1895 — Новый Свет (Неотропика и частично Неарктика)
  - Oberthuerellinae Kieffer, 1903[11][12][13]
    - Oberthuerella
    - Tessmannella
    - Xenocynips